# Jean Fardelle
Jean Fardelle   (Lilla, 9 de desembre de 1878 - Guesnain, 18 de gener de 1936) va ser un waterpolista francès que va competir a cavall del segle xix i el segle xx. El 1900 va prendre part en els Jocs Olímpics de París, on va guanyar la medalla de bronze en la competició de waterpolo, tot formant part del Pupilles de Neptune de Lille #2.